# Sphenomorphus alfredi
Sphenomorphus alfredi — вид сцинкоподібних ящірок родини сцинкових (Scincidae). Ендемік Малайзії. Вид названий на честь британського натураліста Альфреда Гарта Еверетта.

## Поширення і екологія
Sphenomorphus alfredi мешкають в штаті Сабах на півночі острова Калімантан, де були зафіксовані в горах Крокер та на горі Кінабалу. Вони живуть у вологих тропічних лісах.